# Körsbärsbenved
Körsbärsbenved (Euonymus sachalinensis) är en benvedsväxtart som först beskrevs av Fr. Schmidt, och fick sitt nu gällande namn av Carl Maximowicz. Euonymus sachalinensis ingår i släktet Euonymus och familjen Celastraceae. Utöver nominatformen finns också underarten E. s. tricarpus.

## Bildgalleri

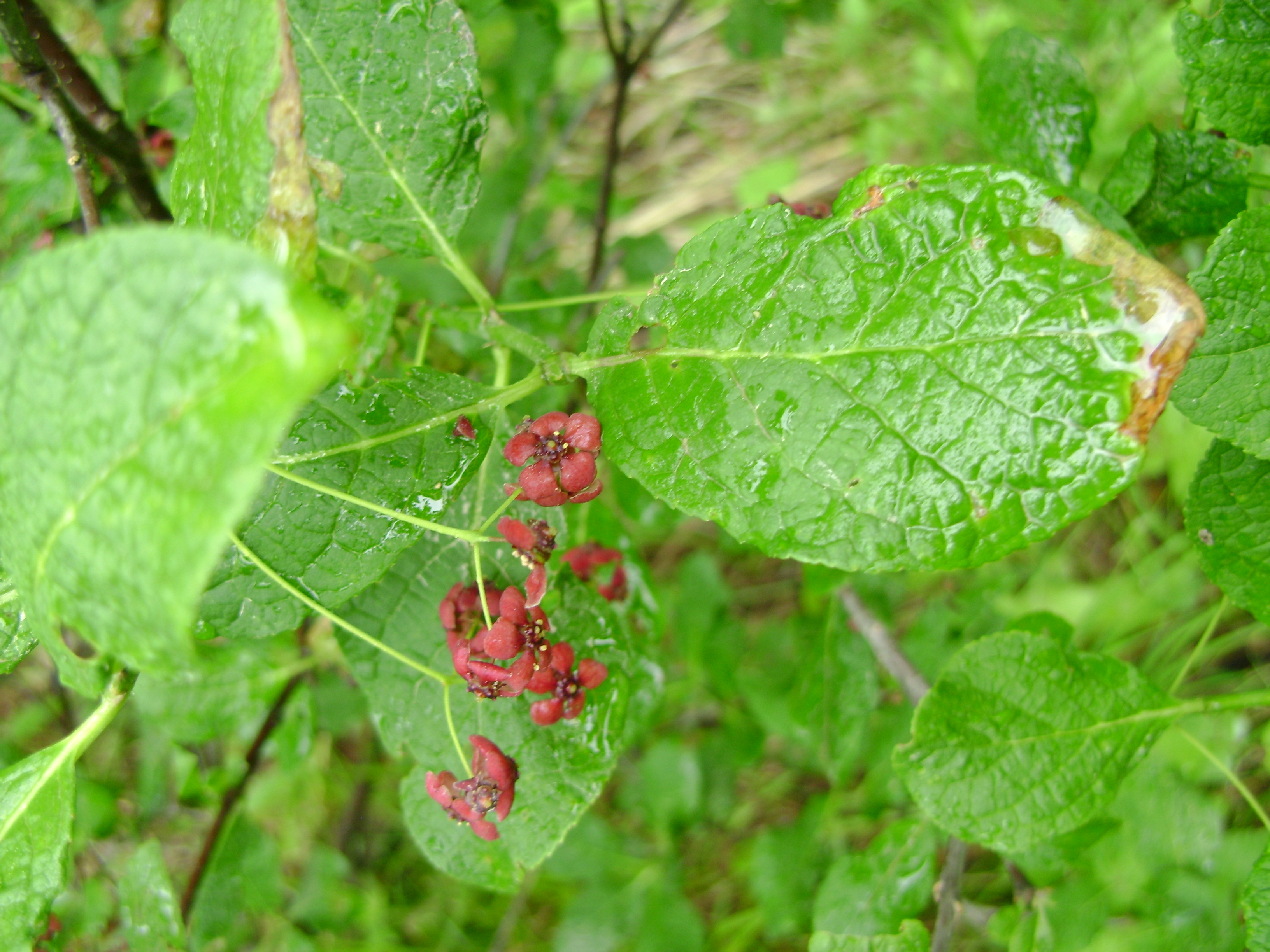
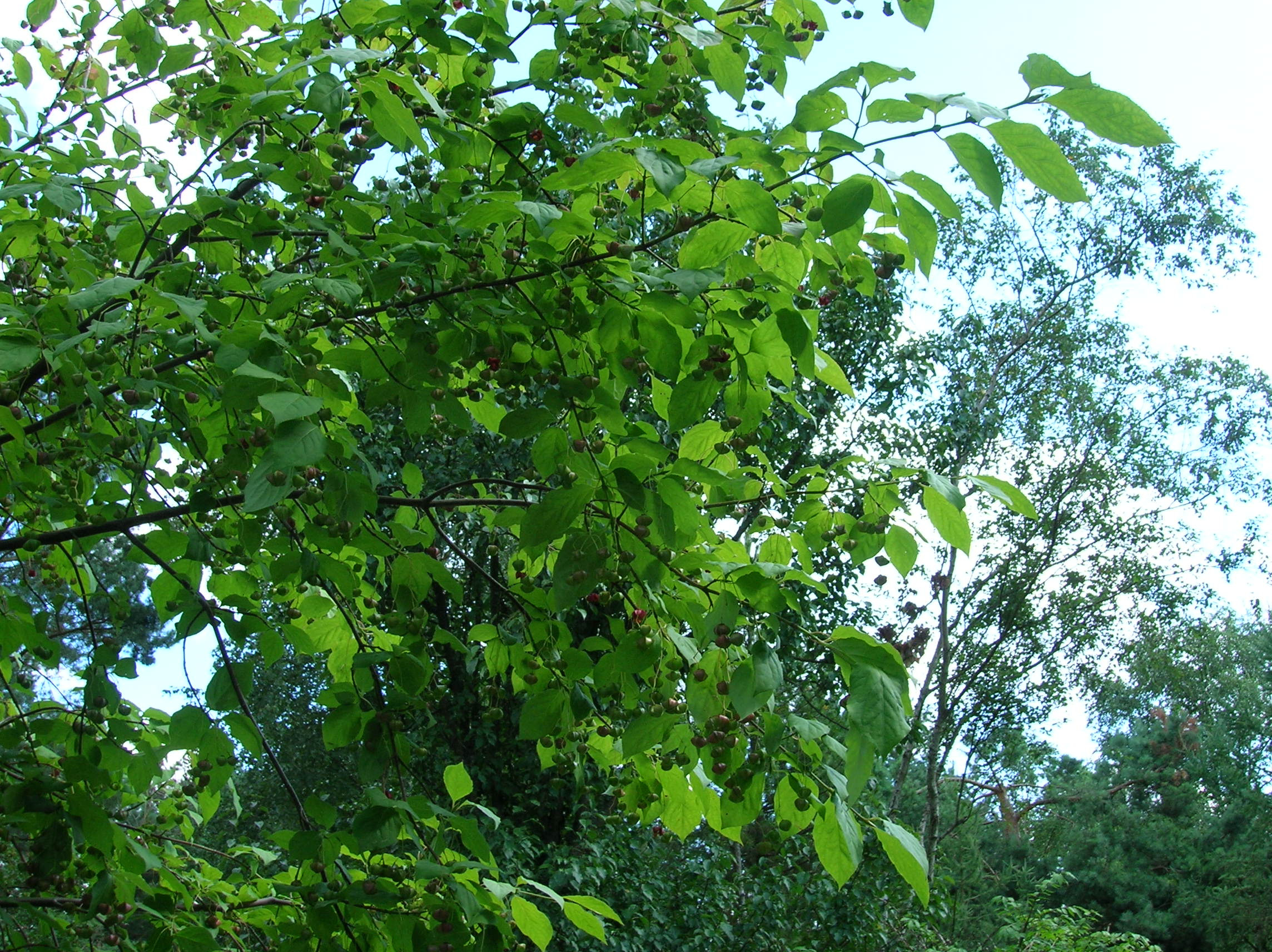
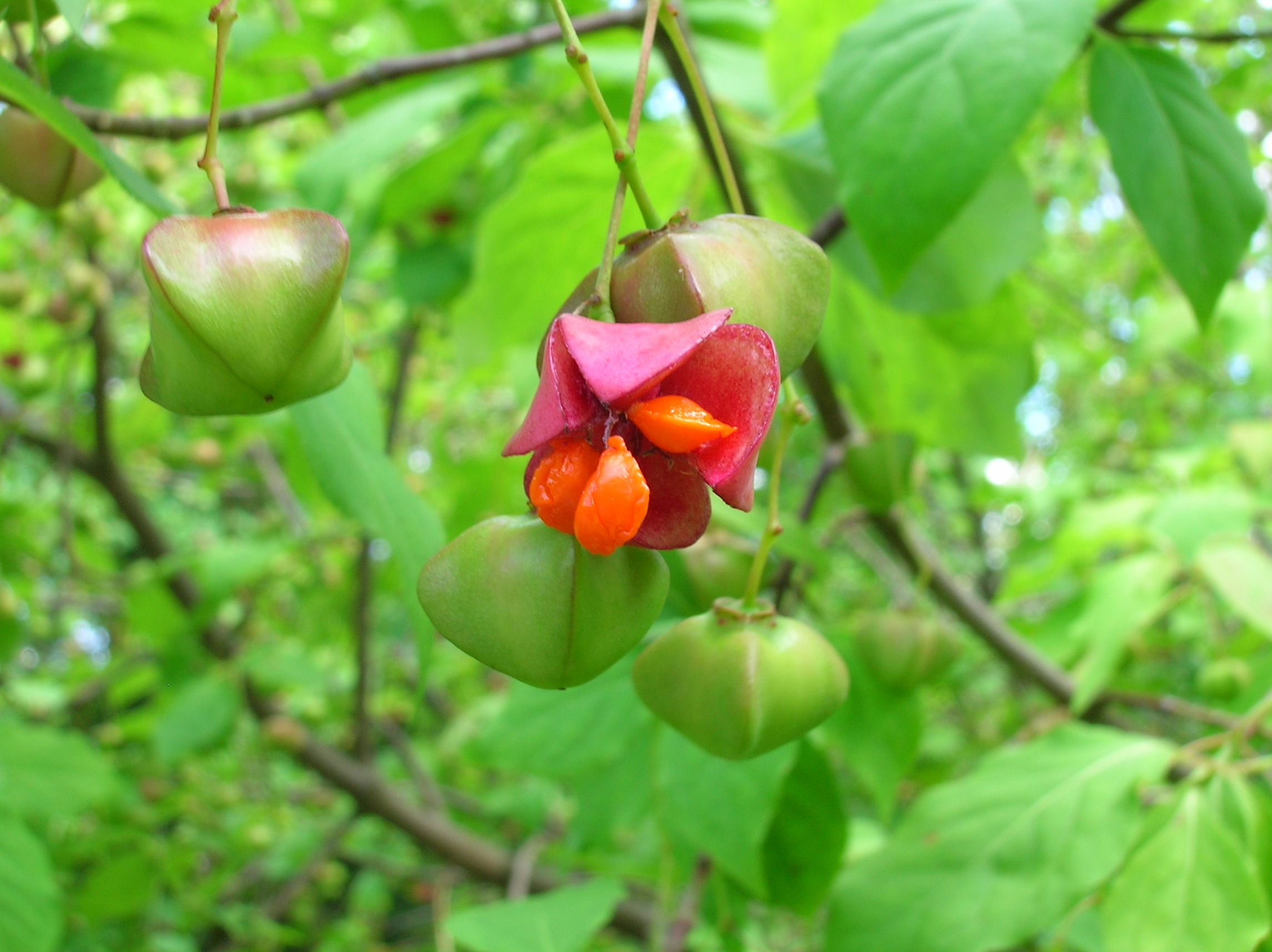
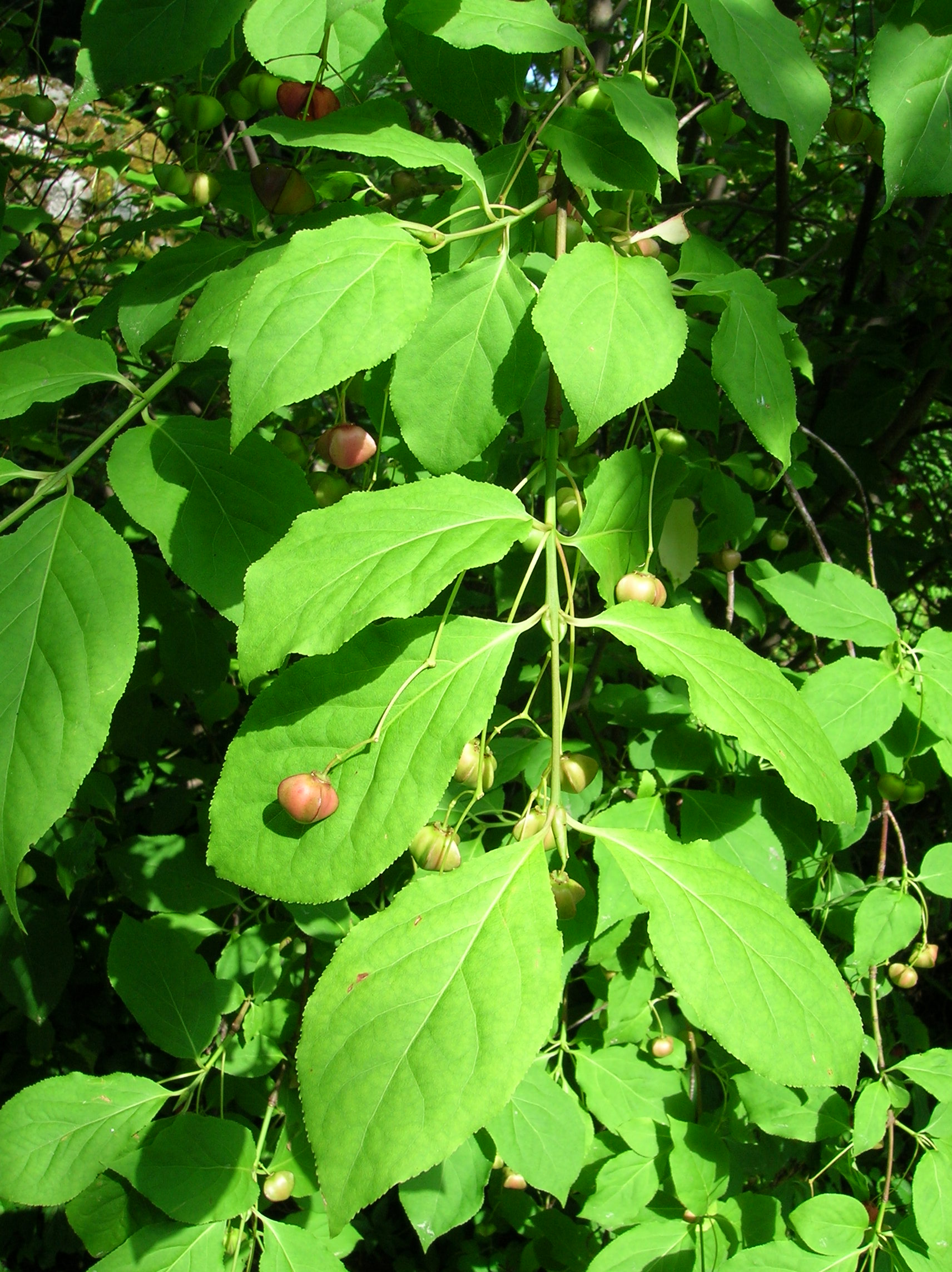